# Лиляна Боянова
Лиляна Боянова е българска журналистка и водеща на bTV Новините. Популярна е с репортажите си за рубриката „Вярваме в доброто“ и работата си по отразяване на социално значими теми.

## Биография и дейност
Лиляна Боянова е родена на 12 май 1983 г. в Плевен. Израства в Монтана. Завършва средното си образование в Гимназията с преподаване на чужди езици „Петър Богдан“ в Монтана с профил английски език, говори и немски. Получава бакалавърска степен по журналистика в Софийския университет, където завършва и магистратура със специалност „Публична администрация“.
През 2004 г. е приета на стаж в телевизия „Европа“, като следващите 12 години продължава да трупа опит в професията и в други телевизии. На 26 април 2014 г. става водеща на bTV Новините, заедно със своя колега от bTV Иван Георгиев. Лиляна Боянова е носителка на редица награди, сред които „Героите“ на най-голямата платформа за доброволчество в България – „TimeHeroes“ и „Спасител на детството“, получена от Националната асоциация за приемна грижа на 26 октомври 2016 г. Водещата е отличена за рубриката „Вярваме в доброто“ на bTV Новините за изключителен принос към телевизионното отразяване на социални теми. Позната е като едно от най-красивите лица в българския ефир.
През 2009 и 2015 г. е носителка на титлата „Мис TV чар“.

## Личен живот
Разведена е, има син – Камен (р. 2011).